# Marcos Neves
Marcos Neves de Souza (Paraíso do Tocantins, 22 maggio 1988) è un ex calciatore brasiliano, di ruolo attaccante.

## Carriera
Ha iniziato a giocare in patria nel 2011 con il Guarani di Venâncio Aires. Nello stesso anno viene ceduto agli uruguaiani del Cerro Largo, dove giocherà per due stagioni nella massima serie locale, totalizzando 41 presenze e 8 reti (alle quali vanno aggiunte due presenze nella Coppa Sudamericana). Poco prima dell'inizio della 2014, si trasferisce al Beijing Ligong, dove colleziona 13 presenze e 3 reti nella seconda divisione cinese. Successivamente, gioca in alcune squadre minori brasiliane, prima di chiudere la sua carriera al Cerro Largo nel 2016, dopo aver giocato per una stagione nella seconda divisione uruguaiana, in cui racimola 21 presenze e 2 reti.

## Statistiche

### Presenze e reti nei club
| Stagione           | Squadra            | Campionato         | Campionato | Campionato | Coppe nazionali | Coppe nazionali | Coppe nazionali | Coppe continentali | Coppe continentali | Coppe continentali | Altre coppe | Altre coppe | Altre coppe | Totale | Totale |
| Stagione           | Squadra            | Comp               | Pres       | Reti       | Comp            | Pres            | Reti            | Comp               | Pres               | Reti               | Comp        | Pres        | Reti        | Pres   | Reti   |
| ------------------ | ------------------ | ------------------ | ---------- | ---------- | --------------- | --------------- | --------------- | ------------------ | ------------------ | ------------------ | ----------- | ----------- | ----------- | ------ | ------ |
| 2011-2012          | Cerro Largo        | PD                 | 15         | 4          |                 | -               | -               |                    | -                  | -                  |             | -           | -           | 15     | 4      |
| 2012-2013          | Cerro Largo        | PD                 | 26         | 4          |                 | -               | -               | CS                 | 2                  | 0                  |             | -           | -           | 28     | 4      |
| Totale Cerro Largo | Totale Cerro Largo | Totale Cerro Largo | 41         | 8          |                 | -               | -               |                    | 2                  | 0                  |             | -           | -           | 43     | 8      |
| feb.-lug. 2014     | Beijing Ligong     | CL1                | 13         | 3          |                 | -               | -               |                    | -                  | -                  |             | -           | -           | 13     | 3      |
| 2015-2016          | Cerro Largo        | SD                 | 21         | 2          |                 | -               | -               |                    | -                  | -                  |             | -           | -           | 21     | 2      |
| Totale carriera    | Totale carriera    | Totale carriera    | 75         | 13         |                 | -               | -               |                    | 2                  | 0                  |             | -           | -           | 77     | 13     |